# Storbritannien i olympiska sommarspelen 1988
Storbritannien deltog i de olympiska sommarspelen 1988 med en trupp bestående av 345 deltagare, och landet tog totalt 24 medaljer.

## Boxning
Lätt flugvikt
- Mark Epton
  - Första omgången – Besegrade Damber Bhatta (Nepal) på poäng
  - Andra omgången – Förlorade mot Ivailo Marinov (Bulgarien) på poäng

Flugvikt
- John Lyon
  - Första omgången — Förlorade mot Ramzan Gul (Turkiet), på poäng (1:4)

Fjädervikt
- Da Anderson
  - Första omgången – Besegrade Domingo Damigella (Argentina) på poäng
  - Andra omgången – Besegrade Paul Fitzgerald (Irland) på poäng
  - Tredje omgången – Förlorade mot Regilio Tuur (Nederländerna) på poäng

Tungvikt
- Henry Akinwande
  - Första omgången – Bye
  - Andra omgången – Förlorade mot Arnold Vanderlyde (Nederländerna) på poäng

## Bågskytte
Women's Individual Competition:
- Joanne Franks – Kvartsfinal (→ 7:e plats)
- Pauline Edwards – Sextondelsfinal (→ 17:e plats)
- Cheryl Sutton – Inledande omgång (→ 51:e plats)

Men's Individual Competition:
- Leroy Watson – Sextondelsfinal (→ 18:e plats)
- Steven Hallard – Sextondelsfinal (→ 21:e plats)
- Richard Priestman – Inledande omgång (→ 57:e plats)

Men's Team Competition:
- Watson, Hallard och Priestman – Semifinal (→ Brons)

Women's Team Competition:
- Franks, Edwards och Sutton – Kvartsfinal (→ 5:e plats)

## Cykling
Damernas linjelopp
- Maria Blower — 2:00:52 (→ 6:e plats)
- Sally Hodge — 2:00:52 (→ 9:e plats)
- Lisa Brambani — 2:00:52 (→ 11:e plats)

## Friidrott
Herrarnas 100 meter
- Linford Christie
- Barrington Williams
- John Regis

Herrarnas 200 meter
- Linford Christie
- Michael Rosswess
- John Regis

Herrarnas 400 meter
- Brian Whittle
- Todd Bennett

Herrarnas 800 meter
- Peter Elliott
- Steve Cram
- Tom McKean

Herrarnas 1 500 meter
- Peter Elliott
- Steve Cram
- Steve Crabb

Herrarnas 5 000 meter
- Eamonn Martin
- Jack Buckner
- Gary Staines

Herrarnas 10 000 meter
- Eamonn Martin
  - First Round — 28:25,46
  - Final — fullföljde inte (→ ingen placering)

- Steve Binns
  - First Round — 28:52,88 (→ gick inte vidare)

Herrarnas maraton
- Charlie Spedding
  - Final — 2"12:19 (→ 6:e plats)

- Dave Long
  - Final — 2"16:18 (→ 21st place)

- Kevin Forster
  - Final — 2"20:45 (→ 33rd place)

Herrarnas 400 meter häck
- Philip Harries
  - Heat — 50,81 (5:e plats → gick inte vidare)

Herrarnas 4 x 400 meter stafett
- Brian Whittle, Paul Harmsworth, Todd Bennett och Philip Brown
  - Heat — 3:04,18
- Brian Whittle, Kriss Akabusi, Todd Bennett och Philip Brown
  - Semifinal — 3:04,60
  - Final — 3:02,00 (→ 5:e plats)

Herrarnas 3 000 meter hinder
- Mark Rowland
  - Heat — 8:31,40
  - Semifinal — 8:18,31
  - Final — 8:07,96 (→  Brons)

- Eddie Wedderburn
  - Heat — 8:38,90
  - Semifinal — 8:28,62 (→ gick inte vidare)

- Roger Hackney
  - Heat — 8:39,30
  - Semifinal — fullföljde inte (→ gick inte vidare)

Herrarnas spjutkastning
- David Ottley
  - Kval — 80,98 m
  - Final — 76,96 m (→ 11:e plats)

- Roald Bradstock
  - Kval — 75,96 m (→ gick inte vidare)

- Mick Hill
  - Kval — 77,20 m (→ gick inte vidare)

Herrarnas diskuskastning
- Paul Mardle
  - Kval – 58,28 m (→ gick inte vidare)

Herrarnas släggkastning
- Dave Smith
  - Kval — 69,12 m (→ gick inte vidare)

- Matthew Mileham
  - Kval — 62,42 m (→ gick inte vidare)

- Mick Jones
  - Kval — 70,38 m (→ gick inte vidare)

Herrarnas kulstötning
- Paul Edwards
  - Kval – 15,68 m (→ gick inte vidare)

Herrarnas längdhopp
- Mark Forsythe
  - Kval — 7,77 m
  - Final — 7,54 m (→ 12:e plats)

- Stewart Faulkner
  - Kval — 7,74 m (→ gick inte vidare)

- John King
  - Kval — 7,57 m (→ gick inte vidare)

Herrarnas tiokamp
- Daley Thompson — 8306 poäng (→ 4:e plats)
  - 100 meter — 10,62 s
  - Längd — 7,38 m
  - Kula — 15,02 m
  - Höjd — 2,03 m
  - 400 meter — 49,06 s
  - 110 m häck — 14,72 s
  - Diskus — 44,80 m
  - Stav — 4,90 m
  - Spjut — 64,04 m
  - 1 500 meter — 4:45,11 s

- Alex Kruger — 7623 poäng (→ 24:e plats)
  - 100 meter — 11,30 s
  - Längd — 6,97 m
  - Kula — 12,23 m
  - Höjd — 2,15 m
  - 400 meter — 49,98 s
  - 110 m häck — 15,38 s
  - Diskus — 38,72 m
  - Stav — 4,60 m
  - Spjut — 54,34 m
  - 1 500 meter — 4:37,84 s

- Greg Richards — 7237 poäng (→ 30:e plats)
  - 100 meter — 11,50 s
  - Längd — 7,09 m
  - Kula — 12,94 m
  - Höjd — 1,82 m
  - 400 meter — 49,27 s
  - 110 m häck — 15,56 s
  - Diskus — 42,32 m
  - Stav — 4,50 m
  - Spjut — 53,50 m
  - 1 500 meter — 4:53,85 s

Herrarnas 50 kilometer gång
- Les Morton
  - Final — 3'59:30 (→ 27:e plats)

- Paul Blagg
  - Final — 4'00:07 (→ 28:e plats)

Damernas 4 x 400 meter stafett
- Linda Keough, Jennifer Stoute, Janet Smith och Sally Gunnell
  - Heat — 3:28,52
- Linda Keough, Jennifer Stoute, Angela Piggford och Sally Gunnell
  - Final — 3:26,89 (→ 6:e plats)

Damernas maraton
- Angela Pain — 2"30,51 (→ 10:e plats)
- Susan Tooby — 2"31,33 (→ 12:e plats)
- Susan Crehan — 2"36,57 (→ 32:a plats)

Damernas diskuskastning
- Jacqueline McKernan
  - Kval – 50,92 m (→ gick inte vidare)

Damernas spjutkastning
- Fatima Whitbread
  - Kval – 68,44 m
  - Final – 70,32 m (→  Silver)

- Tessa Sanderson
  - Kval – 56,70 m (→ gick inte vidare)

- Sharon Gibson
  - Kval – 56,00 m (→ gick inte vidare)

Damernas kulstötning
- Yvonne Hanson-Nortey
  - Kval – 15,13 m (→ gick inte vidare)

- Judy Oakes
  - Kval – 18,34 m (→ gick inte vidare)

- Myrtle Augee
  - Kval – 17,31 m (→ gick inte vidare)

Damernas sjukamp
- Kim Hagger
  - Slutligt resultat — 5975 poäng (→ 17:e plats)

- Joanne Mulliner
  - Slutligt resultat — 5746 poäng (→ 19:e plats)

- Judy Simpson
  - Slutligt resultat — 1951 poäng (→ 29:e plats)

## Fäktning
Herrarnas florett
- Pierre Harper
- Bill Gosbee
- Donnie McKenzie

Herrarnas florett, lag
- Tony Bartlett, Jonathan Davis, Bill Gosbee, Pierre Harper, Donnie McKenzie

Herrarnas värja
- John Llewellyn
- Hugh Kernohan

Herrarnas sabel
- Mark Slade

Damernas florett
- Liz Thurley
- Fiona McIntosh
- Linda Ann Martin

Damernas florett, lag
- Ann Brannon, Linda Ann Martin, Fiona McIntosh, Linda Strachan, Liz Thurley

## Landhockey
Herrar
Gruppspel
| Lag            | Spelade | W | D | L | GF | GA | Poäng |
| -------------- | ------- | - | - | - | -- | -- | ----- |
| Västtyskland   | 5       | 4 | 1 | 0 | 13 | 3  | 9     |
| Storbritannien | 5       | 3 | 1 | 1 | 12 | 5  | 7     |
| Indien         | 5       | 2 | 1 | 2 | 9  | 7  | 5     |
| Sovjetunionen  | 5       | 2 | 1 | 2 | 5  | 10 | 5     |
| Sydkorea       | 5       | 0 | 2 | 3 | 5  | 10 | 2     |
| Kanada         | 5       | 0 | 2 | 3 | 3  | 12 | 2     |

Slutspel
|  | Semifinal         | Semifinal         |   |                | Final          | Final |  |
|  |                   |                   |   |                |                |       |  |
|  | 28 september 1988 |                   |   |                |                |       |  |
|  | Västtyskland      | 2                 |   |                |                |       |  |
|  | Nederländerna     | 1                 |   |                |                |       |  |
|  |                   |                   |   |                |                |       |  |
|  |                   |                   |   |                | 1 oktober 1988 |       |  |
|  |                   |                   |   |                | Västtyskland   | 1     |  |
|  |                   | Storbritannien    | 3 |                |                |       |  |
|  |                   |                   |   |                |                |       |  |
|  |                   |                   |   |                |                |       |  |
|  |                   |                   |   |                | Bronsmatch     |       |  |
|  | 28 september 1988 | 28 september 1988 |   | 1 oktober 1988 | 1 oktober 1988 |       |  |
|  | Australien        | 2                 |   | Australien     | 1              |       |  |
|  | Storbritannien    | 3                 |   |                | Nederländerna  | 3     |  |

Damer
Gruppspel
| Lag            | Spelade | W | D | L | GF | GA | Poäng |
| -------------- | ------- | - | - | - | -- | -- | ----- |
| Nederländerna  | 3       | 3 | 0 | 0 | 9  | 2  | 6     |
| Storbritannien | 3       | 1 | 1 | 1 | 4  | 7  | 3     |
| Argentina      | 3       | 1 | 0 | 2 | 2  | 3  | 2     |
| USA            | 3       | 0 | 1 | 2 | 4  | 7  | 1     |

Slutspel
|  | Semifinal         | Semifinal         |   |                   | Final             | Final |  |
|  |                   |                   |   |                   |                   |       |  |
|  | 27 september 1988 |                   |   |                   |                   |       |  |
|  | Nederländerna     | 2                 |   |                   |                   |       |  |
|  | Australien        | 3                 |   |                   |                   |       |  |
|  |                   |                   |   |                   |                   |       |  |
|  |                   |                   |   |                   | 30 september 1988 |       |  |
|  |                   |                   |   |                   | Nederländerna     | 3     |  |
|  |                   | Storbritannien    | 1 |                   |                   |       |  |
|  |                   |                   |   |                   |                   |       |  |
|  |                   |                   |   |                   |                   |       |  |
|  |                   |                   |   |                   | Bronsmatch        |       |  |
|  | 27 september 1988 | 27 september 1988 |   | 30 september 1988 | 30 september 1988 |       |  |
|  | Sydkorea          | 2                 |   | Australien        | 2                 |       |  |
|  | Storbritannien    | 0                 |   |                   | Sydkorea          | 0     |  |

## Modern femkamp
Individuella tävlingen
- Richard Phelps – 5229 poäng (→ 6:e plats)
- Dominic Mahony – 5047 poäng (→ 16:e plats)
- Graham Brookhouse – 5000 poäng (→ 21:a plats)

Lagtävlingen
- Phelps, Mahony och Brookhouse – 15276 poäng (→ Brons)

## Rodd
Herrarnas tvåa utan styrman
- Andy Holmes,  Steven Redgrave
  - (→  Guld)

Herrarnas tvåa med styrman
- Andy Holmes,  Steven Redgrave, Patrick Sweeney,
  - (→  Brons)

Herrarnas fyra utan styrman
- P R Mulkerrins, J N S Berrisford, M A H Buckingham, S Peel
  - (→ 4:e plats)

Herrarnas fyra med styrman
- Martin Cross, D A Clift, J M Maxey, John Garrett,  H V O Thomas
  - (→ 4:e plats)

Herrarnas åtta med styrman
- N Burfitt,  P Beaumont, T G Dillon, S A Obholzer,   S Jefferies, Sal Hassan, Richard Stanhope, G B Stewart, S Turner
  - (→ 4:e plats)

Damernas dubbelsculler
- S Andreae, A Gill
  - (→ 9:e plats)

Damernas tvåa utan styrman
- A Bonner, K Thomas
  - (→ 8:e plats)

Damernas fyra med styrman
- F Johnston, K Grose, J Gough, S Smith, A Norrish
  - (→ 6:e plats)

## Tennis
Damsingel
- Sara Gomer
  - Första omgången – Besegrade Belinda Cordwell (Nya Zeeland) 4-6 7-5 6-2
  - Andra omgången – Förlorade mot Larisa Neiland (Sovjetunionen) 7-6 6-7 7-9

- Clare Wood
  - Första omgången – Förlorade mot Wendy Turnbull (Australien) 1-6 3-6